# BLOC1S2
BLOC1S2 (англ. Biogenesis of lysosomal organelles complex 1 subunit 2) – білок, який кодується однойменним геном, розташованим у людей на короткому плечі 10-ї хромосоми. Довжина поліпептидного ланцюга білка становить 142 амінокислот, а молекулярна маса — 15 961.
| 10         |  | 20         |  | 30         |  | 40         |  | 50         |
| ---------- |  | ---------- |  | ---------- |  | ---------- |  | ---------- |
| MAAAAEGVLA |  | TRSDEPARDD |  | AAVETAEEAK |  | EPAEADITEL |  | CRDMFSKMAT |
| YLTGELTATS |  | EDYKLLENMN |  | KLTSLKYLEM |  | KDIAINISRN |  | LKDLNQKYAG |
| LQPYLDQINV |  | IEEQVAALEQ |  | AAYKLDAYSK |  | KLEAKYKKLE |  | KR         |

A: Аланін

C: Цистеїн

D: Аспарагінова кислота

E: Глутамінова кислота

F: Фенілаланін

G: Гліцин

I: Ізолейцин

K: Лізин

L: Лейцин

M: Метіонін

N: Аспарагін

P: Пролін

Q: Глутамін

R: Аргінін

S: Серин

T: Треонін

V: Валін

Задіяний у таких біологічних процесах, як ацетилювання, альтернативний сплайсинг. 
Локалізований у цитоплазмі, цитоскелеті, мембрані, лізосомі.